# كاثلين سيبيليوس
كاثلين سيبيليوس (بالإنجليزية: Kathleen Sebelius)‏ (اسمها قبل الزواج غيليغان، ولدت في 15 مايو 1948) هي سيدة أعمال وسياسية أمريكية شغلت منصب وزير الصحة والخدمات الإنسانية في الولايات المتحدة من عام 2009  حتى عام 2014. وكانت في السابق الحاكم الرابع والأربعين لولاية كانساس في الفترة من 2003 إلى 2009، وهي ثاني امرأة تشغل هذا المنصب. وهي عضوة في الحزب الديمقراطي. كانت سيبيليوس المستجيبة الديمقراطية لخطاب دولة الاتحاد لعام 2008  وهي رئيس رابطة المحافظين الديمقراطيين (كانت أول امرأة ترأسها). في 10 أبريل 2014، أعلنت سيبيليوس استقالتها من منصب وزير الصحة والخدمات الإنسانية. وهي المدير التنفيذي لشركة سيبيليوس للموارد.

## التعليم
تعلمت في جامعة كانساس.

## روابط خارجية
- كاثلين سيبيليوس على موقع الموسوعة البريطانية (الإنجليزية)
- كاثلين سيبيليوس على موقع مونزينجر (الألمانية)
- كاثلين سيبيليوس على موقع إن إن دي بي (الإنجليزية)